# Health Care Service Corporation
Health Care Service Corporation — одна из крупнейших в США компаний в сфере медицинского страхования. Работает в штатах Иллинойс, Монтана, Нью-Мексико, Оклахома и Техас. Является обществом взаимного страхования, количество её членов на начало 2021 года составляло 17 млн, из них 8,8 млн в Иллинойсе и 6,7 млн в Техасе.
Основана в 1936 году в Чикаго под названием Hospital Service Corporation (Корпорация больничных услуг), в 1975 году изменила название на Health Care Service Corporation (Корпорация услуг здравоохранения).
Сеть корпорации состоит из 9285 медицинских учреждений (из них 5,5 тысяч в Техасе) и более 300 тысяч врачей и других специалистов.